# 中印玫瑰蚜
中印玫瑰蚜（学名：Sitobion rosaeiformis）为常蚜科芒蚜屬下的一个种。